# Numero di gara (automobilismo)

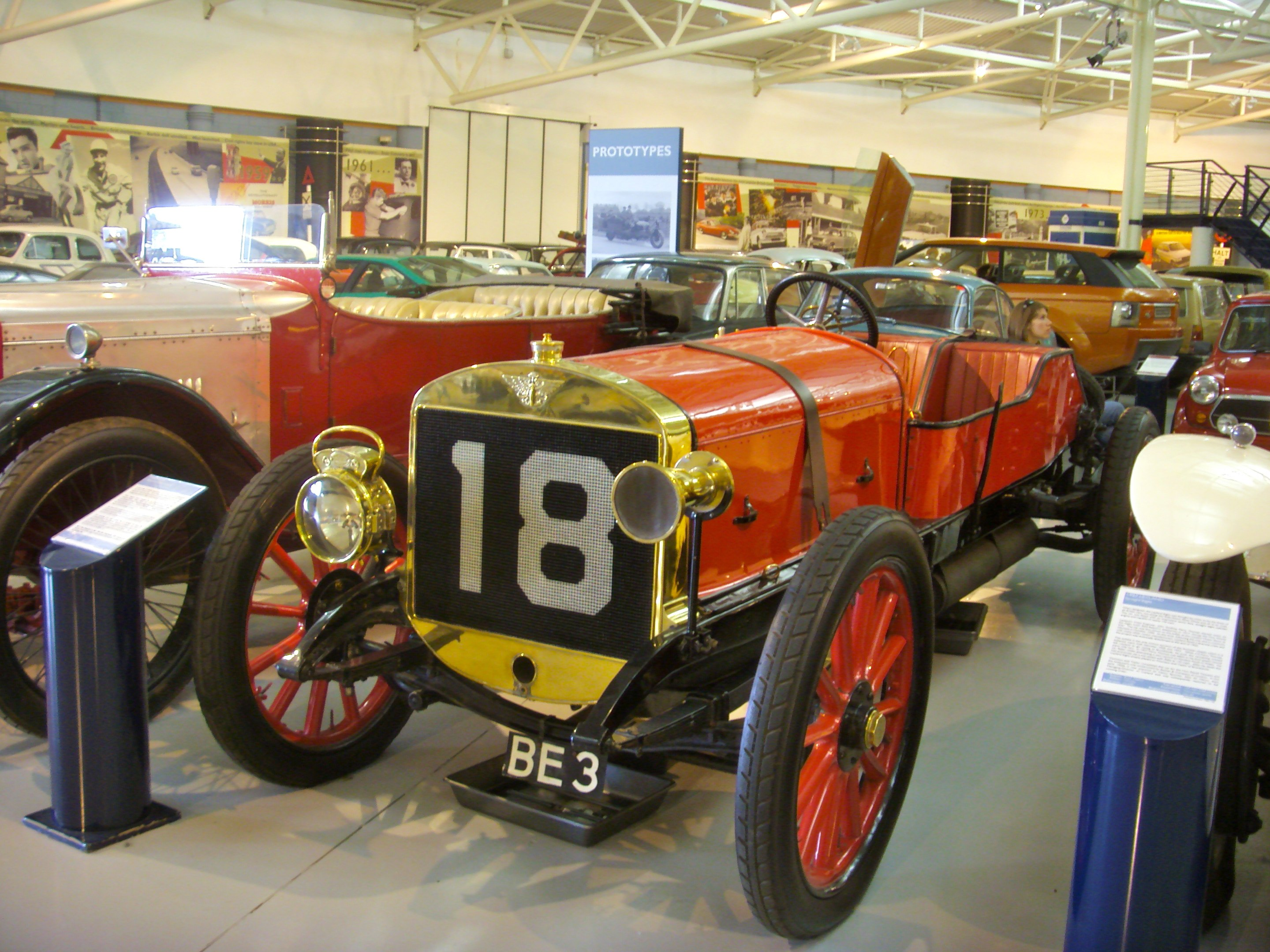
Numero di gara dipinto sul radiatore di una Austin 100hp del 1908

Il numero di gara è il numero assegnato alle vetture che partecipano a una competizione per consentirne l'individuazione. In generale, i numeri vengono assegnati ai concorrenti dagli organizzatori di una manifestazione secondo una progressione aritmetica; tuttavia il criterio può essere un altro per rispondere a esigenze specifiche della competizione: ad esempio gli organizzatori della Mille Miglia assegnavano un numero di 4 cifre che corrispondeva all'orario di partenza del concorrente: 2 cifre per l'ora e 2 per i minuti.

## Formula 1
In origine, nei vari campionati automobilistici il numero veniva assegnato gara per gara dagli organizzatori del singolo evento: a partire dai primi anni settanta, però, in Formula 1 si cominciò ad assegnare, salvo eccezioni, il numero 1 al campione del mondo in carica e dal 1974 si applicò la numerazione fissa, cioè l'assegnazione, a ciascun concorrente, dello stesso numero di gara per tutta la stagione. Essendosi ritirato dalle competizioni il campione del mondo 1973 Jackie Stewart, i numeri furono assegnati a coppie alle varie squadre in base alla classifica costruttori dell'anno precedente: 1 e 2 Lotus, 3 e 4 Tyrrell, 5 e 6 McLaren, 7 e 8 Brabham, 9 e 10 March, 11 e 12 Ferrari, 14 e 15 BRM, 16 e 17 Shadow, 18 e 19 Surtees. Il 13 fu escluso per ragioni scaramantiche.
Negli anni seguenti la numerazione sarebbe rimasta immutata con l'eccezione dell'assegnazione del numero 1 al campione del mondo uscente e il 2 al suo compagno di squadra, indipendentemente dai risultati del campionato costruttori, mentre alla squadra che deteneva i numeri 1 e 2 sarebbero stati assegnati i numeri che aveva, in precedenza, la squadra in cui correva il campione uscente. Così nel 1975 la McLaren ricevette 1 e 2 e la Lotus 5 e 6, poi, dopo 2 anni di scambio dei numeri 11 e 12 tra Ferrari e McLaren, con il passaggio di Niki Lauda, campione uscente dalla Ferrari alla Brabham, risultò che i numeri 1 e 2 andarono alla Brabham, 7 e 8 della Brabham passarono alla McLaren, mentre la Ferrari mantenne 11 e 12, per poi tornare a 1 e 2 nel 1980 e ricevere l'anno dopo, dalla Williams, il 27 e 28 che mantenne fino al 1995, con l'esclusione del 1990 quando arrivò in Ferrari il campione uscente Alain Prost.
Tuttavia con il ritiro di alcune squadre e l'apparizione di nuove che assumevano nuovi numeri si era arrivati, nel 1983, ad avere una macchina, la Spirit, col numero 40 in presenza di una trentina di macchine partecipanti e molti numeri vacanti; perciò nel 1984 ci fu una prima redistribuzione dei numeri che però non toccò le squadre con maggiore storia sportiva — che talvolta dei propri numeri facevano una bandiera, come appunto la Ferrari con il suo iconico Rosso 27 appartenuto a Gilles Villeneuve —, quindi furono assegnati i numeri vacanti alle squadre più recenti, rimanendo escluso il 13.

Jean Alesi porta in gara il Rosso 27 sulla sua Ferrari 412 T2 nel Gran Premio di San Marino 1995

Negli anni 1993 e 1994 in mancanza del campione del mondo uscente, la Williams, che aveva vinto i campionati piloti 1992 e 1993 con Nigel Mansell e Alain Prost, corse con i numeri 0 e 2. A condurre la vettura numero zero, per entrambe le stagioni, fu Damon Hill e questi rimangono tuttora gli unici casi di numero zero in Formula 1, a parte il caso dei Gran Premi di Canada e Stati Uniti del 1973, prima della numerazione fissa, in cui fu portato dalla McLaren di Jody Scheckter.
All'inizio della stagione 1996, si decise di tornare all'applicazione del sistema originario: il numero da allora venne apposto in base alla posizione finale in classifica costruttori dell'anno precedente, a eccezione del numero 1 per il campione del mondo piloti e il 2 al compagno, indipendentemente dalla posizione della squadra nel campionato costruttori. 
Dal 2014 si è cambiata la regola dando la possibilità di scelta al pilota e cercando di legare un numero al pilota per tutta la carriera, imponendo inoltre che il numero venga applicato anche sul casco oltre che sulla vettura. Il campione del mondo uscente può decidere di tenere o meno il numero 1, mentre gli altri piloti devono fare una scelta di tre numeri, compresi tra il 2 e il 99, in ordine di preferenza; l'assegnazione avviene sulla base di queste scelte, ma se due piloti scelgono preferenzialmente lo stesso numero, l'assegnazione avviene privilegiando chi era piazzato meglio nella classifica dell'anno precedente e in caso di parità mediante sorteggio. Dall'anno seguente verrà invece privilegiato chi deteneva il numero già l'anno precedente. Questa regola ha inoltre permesso che si sfatasse l'ostracismo per il numero 13, che già nel 2014 è stato scelto da Pastor Maldonado.
Quando un pilota smette di correre in Formula 1 il suo numero viene "congelato" per le due stagioni successive, e ridiventa disponibile dopo due anni consecutivi di assenza dal campionato.
Nel corso degli anni, i numeri di gara sulle vetture si sono tendenzialmente sempre più rimpiccioliti, per fare posto agli sponsor, ma dal Gran Premio di Spagna 2017 la grandezza dei numeri è stata regolamentata per rendere più riconoscibili i piloti. Fino al 2001, era obbligatorio per ogni vettura portare il numero di gara sul davanti e su entrambi i lati, dal 2002 all'inizio del 2017 i numeri laterali non furono obbligatori.
Il 20 luglio 2015 la FIA ha ritirato il numero 17, appartenuto a Jules Bianchi che è deceduto il 17 luglio 2015, in seguito alle ferite riportate durante il Gran Premio del Giappone 2014.

## Formule minori
Nelle formule minori (Formula 2, Formula 3, ecc.) si tende a seguire il criterio della Formula 1, ma generalmente il campione uscente non partecipa al campionato seguente perché corre in una categoria superiore, quindi i numeri 1 e 2 sono assegnati alla squadra che ha portato alla vittoria il campione uscente. Sia in Formula 2 che in Formula 3, il numero 13 è vietato.

## Rally
Nei Rally il problema della numerazione è sempre stato più complesso perché, non essendo la competizione su un circuito chiuso, si può far partecipare un gran numero di concorrenti (in alcuni casi oltre un centinaio), che vengono suddivisi in base al tipo di automezzo, per gruppi e per classi di cilindrata, inoltre il singolo evento può essere valido per più di un campionato: ad esempio il Rally d'Italia è una delle prove del Campionato del mondo rally ma contemporaneamente è valido per il Campionato italiano rally.
Questo comporta che la maggior parte dei concorrenti partecipano al singolo evento e non a tutti quelli del campionato, quindi la numerazione è necessariamente di competenza degli organizzatori del singolo evento, tuttavia negli ultimi anni, almeno per il campionato mondiale, con la definizione di squadre ufficiali che assicurano la partecipazione di due vetture a tutte le gare si è proceduto ad assegnare i primi numeri a queste vetture con un criterio di tipo formulistico.
Negli anni '70 ed '80 il limite di auto iscritte ai rally italiani era di 140, la numerazione non utilizzava i numeri 13, 17, 113 e 117 per ragioni scaramantiche, ma si evitavano anche i numeri da 60 a 69 perché pressoché indistinguibili durante le trasmissioni radio dei commissari di gara alla direzione per comunicare tempi di prova speciale ed eventuali penalità, si confondevano facilmente con i numeri da 70 a 79.

## Competizioni americane

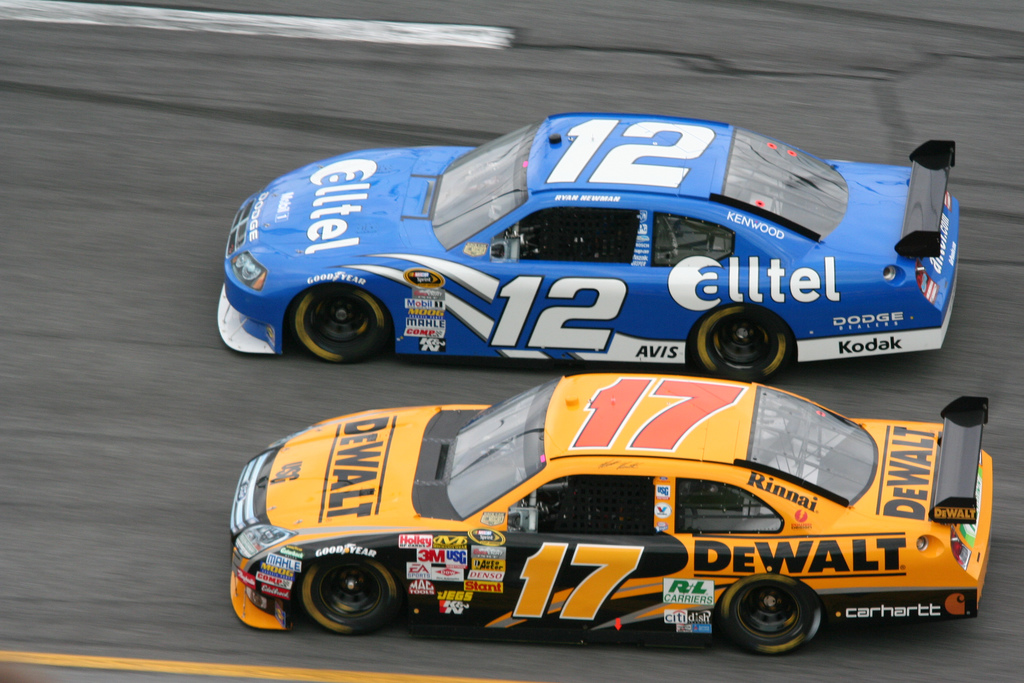
Numero di gara apposto sul tetto e sulle fiancate di vetture Nascar

Negli Stati Uniti le varie espressioni delle competizioni automobilistiche usano criteri propri di numerazione, le gare di monoposto tendono a seguire sistemi simili alle Formule minori internazionali, mentre nel campionato NASCAR sono le auto a possedere il numero di gara. Un "team owner" acquista il numero di gara e lo allega alla sua vettura. Molto spesso capita che i piloti usino sempre uno stesso numero, che diventa per loro identificativo anche fuori dalle piste per fini commerciali, guidando a lungo per la stessa squadra come Jeff Gordon con il team Hendrick Motorsports.